# Giao hưởng số 3 (Tchaikovsky)
Giao hưởng số 3 cung Rê trưởng, Op.29 hay còn gọi là Giao hưởng Ba Lan là bản giao hưởng của nhà soạn nhạc người Nga Pyotr Ilyich Tchaikovsky. Sở dĩ bản giao hưởng này có tên như vậy là vì chương kết được viết theo tiết tấu polonaise, một điệu nhảy của Ba Lan. Tác phẩm này được Tchaikovsky viết vào năm 1875.